# SN 1970K
SN 1970K – supernowa odkryta 6 października 1970 roku w galaktyce MCG +06-06-77. W momencie odkrycia miała maksymalną jasność 18,50m.